# Lord Monboddo
James Burnett, Lord Monboddo (25 de octubre de 1714 - 26 de mayo de 1799) fue un juez, filósofo y lingüista escocés, figura preeminente de la Ilustración Escocesa y controvertida en el mundo intelectual británico del siglo XVIII. En 1767 fue nombrado juez de la Court of Session escocesa (el tribunal supremo de Escocia), y adoptó su título de Lord a partir del nombre de la hacienda de su padre, Monboddo House.
En la actualidad se lo conoce fundamentalmente por haber sido el fundador de la filología comparada (Hobbs, 1992). En su época, era más conocido por sus excentricidades y algunas controvertidas teorías relacionadas con la evolución del ser humano, habiendo sido uno de los primeros en postular que todos los simios y antropoides tienen un origen común. Ofreció para ello una explicación que anticipa el principio de la selección natural de Charles Darwin, y por ello, aunque nunca desarrolló su teoría buscando pruebas biológicas en el sentido moderno, es visto como un precursor directo del evolucionismo darwiniano (Watt, 1985), (Bailey, 2005), (Cloyd, 1972).

## Vida
James Burnett nació en 1714 en Monboddo House, en la comarca de Kincardineshire, Escocia. Tras haber sido educado primeramente en la escuela parroquial de Laurencekirk, pasó al Marischal College, en Aberdeen, donde se graduó en 1729. También estudió en las universidades de Edimburgo y Groninga, graduándose en derecho y logrando entrar en el Colegio de Abogados de Escocia en 1737.
Se casó con Elizabethe Farquharson, y tuvieron dos hijas y un hijo. La hija menor, Elizabeth Burnett, fue toda una celebridad en la Edimburgo de la época, conocida por su belleza y amabilidad. Desgraciadamente, murió de tisis a la edad de 25 años; el poeta Robert Burns, amigo de Burnett y enamorado de Elizabeth, escribió un hermoso poema al respecto, Elegy on the late Miss Burnett of Monboddo ("Elegía en honor a la difunta Miss Burnett de Monboddo"), refiriendo su belleza y cualidades.
Durante su ejercicio de la abogacía, se vio implicado en el llamado caso Douglas, un litigio que, aunque inicialmente parecía ser un simple caso de herencias impugnadas, acabó tornándose en la novela de misterio de la época, con una compleja trama de eventos que se extendían por Escocia, Francia e Inglaterra, y que incluían al joven heredero al que Burnett defendía. Tras años de batalla en los tribunales, el caso llegó a la Cámara de los Lores británica, que finalmente falló a favor del cliente de Burnett.
De 1754 a 1767, Monboddo fue uno de los propietarios del Canongate Theatre. Aunque algunos amigos suyos opinaban que ello perjudicaría la carrera judicial de Monboddo, éste parecía disfrutar de una actividad que lo colocaba en primera línea del panorama cultural de Escocia. Fue aquí donde conoció al filósofo David Hume, que actuaba como protagonista en una de las obras de teatro producidas por Monboddo. Aunque en rigor se conocían de cuando Hume trabajaba de bibliotecario del Colegio de Abogados de Escocia, fue de esta actividad que surgiría una larga correspondencia entre ambos.

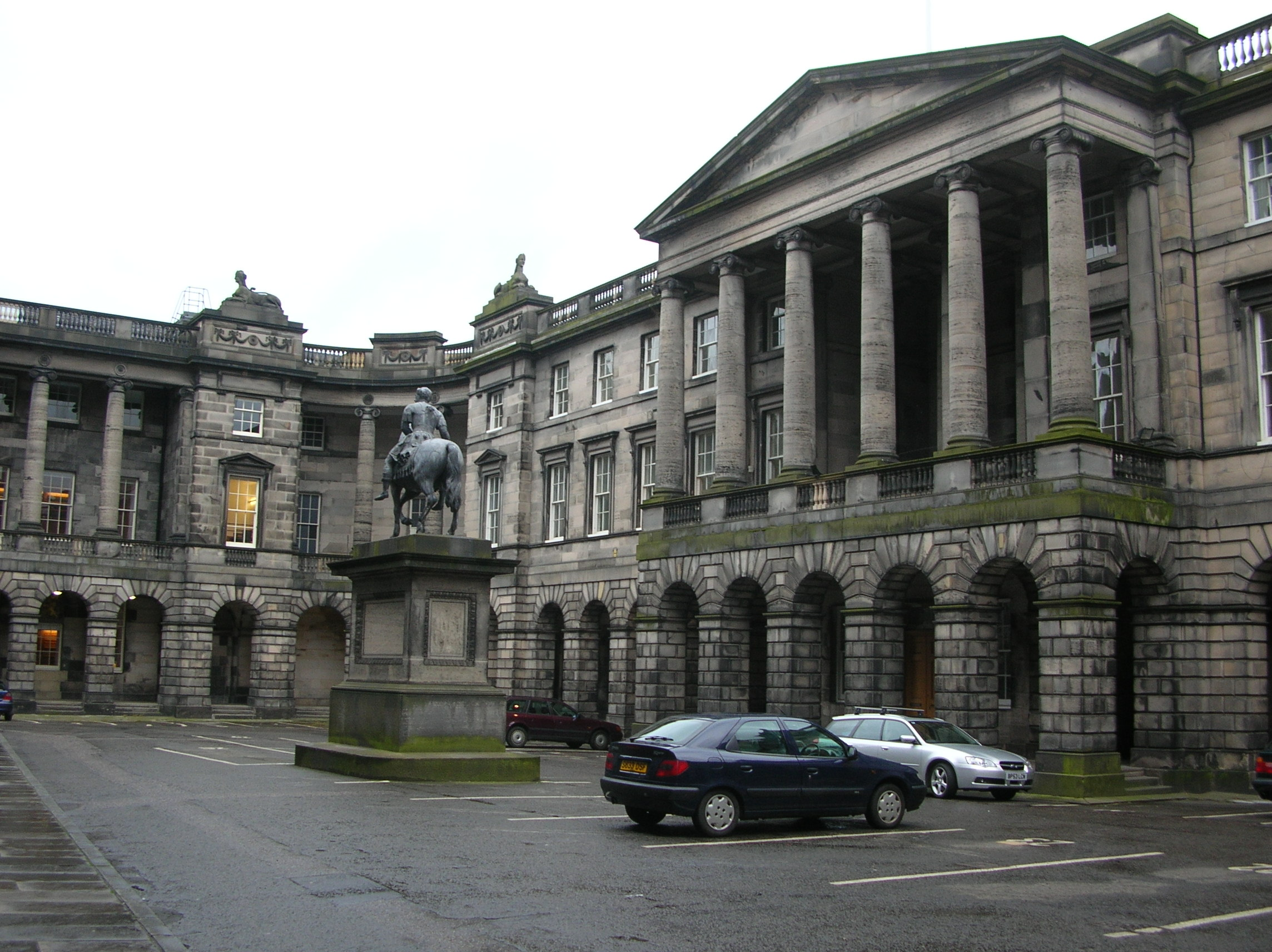
El viejo parlamento escocés, sede del Tribunal supremo de Escocia en el que ejerció Lord Monboddo.

Cuando en 1767 fue nombrado juez del tribunal supremo escocés, comenzó a organizar cenas eruditas, a las que invitaba a la flor y nata de la sociedad escocesa e inglesa de la época. Entre los huéspedes más asiduos se encontraban Robert Burns, el doctor Samuel Johnson y James Boswell. Otros, como Adam Smith o David Hume, también acudían cuando estaban en Escocia. Durante aquellas cenas, Monboddo exponía sus teorías científicas y filosóficas, haciéndose famoso por la extravagancia con que eran vistas algunas de ellas. Sus discusiones eran por lo demás muy apreciadas: todos los años, Monboddo viajaba a caballo a Londres, donde era recibido en Hampton Court por el Rey, quien disfrutaba de las coloridas discusiones de Monboddo (Watt, 1985).

## Lingüística
Uno de los principales intereses de Lord Monboddo fue la lingüística, la filología comparada y la evolución del lenguaje. Así, en su The Origin and Progress of Language (El origen y progreso del lenguaje), Monboddo analiza con profundidad la estructura de las lenguas primitivas y modernas, y argumenta que a lo largo de su historia, la humanidad ha ido desarrollando diferentes esquemas lingüísticos en respuesta a un medio y a estructuras sociales cambiantes. Su trabajo sobre la evolución del lenguaje se desviaba así de todas las teorías existentes hasta aquel momento, y además es meritorio si se tiene en cuenta el hecho de que Monboddo estaba parcialmente sordo.
A lo largo de su obra, Monboddo se muestra especialmente intrigado por la recurrencia de esquemas lingüísticos que fue encontrando en los numerosos idiomas primitivos que analizó. Fue el primero en descubrir que los idiomas primitivos mostraban una cierta tendencia a crear palabras innecesariamente largas para describir conceptos sencillos, y razonó que en los hablantes de estos idiomas debía existir un imperativo de claridad que los llevaba a introducir redundancias añadiendo sílabas aparentemente innecesarias. Concluyó además que esta forma de lenguaje se desarrolló como un método de supervivencia ventajoso cuando una comunicación clara podía ser determinante para evitar peligros. De esta manera, fue el primero en señalar la ventaja selectiva que daba el lenguaje al ser humano; de hecho, a lo largo de su análisis parece dar por hechos los conceptos de evolución y de selección natural, en virtud de los cuales aquellos individuos capaces de desarrollar aptitudes lingüísticas superiores se habrían visto favorecidos, y en última instancia habrían determinado la ulterior evolución de los idiomas. Esta tesis, aunque fácil de aceptar como justa en la actualidad, en sus tiempos rayaba la herejía, al presuponer que las lenguas podrían no haber surgido por inspiración divina, y le causó problemas con el clero presbiteriano escocés. Irónicamente, Monboddo era alguien profundamente religioso, y a menudo le gustaba argumentar que Dios era el principio motor del universo, al modo en que lo hacía Aristóteles.
Para realizar este análisis, Monboddo estudió con gran detalle varias lenguas habladas por pueblos posteriormente colonizados por Europa, incluyendo las de los Caribe, esquimales, hurones, algonquinos, peruanos (¿quechua?) y tahitianos, amén de ciertas lenguas extintas del oriente, como el siríaco o el canaaeno. Fue el primero en observar la preponderancia de las palabras polisilábicas en dichos idiomas, lo que, aceptando como él hacía que eran lenguas primitivas y con pocas influencias externas, llevaba a descartar la opinión establecida en la época de que los idiomas primitivos consistían en una serie de gruñidos monosilábicos de gran simpleza. También notó que en el idioma hurón, palabras empleadas para significar objetos muy parecidos eran increíblemente diferentes, que fue lo que llevó a Monboddo a postular que las gentes primitivas necesitaban, para sobrevivir, comunicarse con gran fiabilidad y precisión en un número mucho más limitado de temas que las civilizaciones modernas, lo que sería la causa de la polisílaba y la naturaleza redundante de muchas palabras. También fue el primero en notar que las lenguas primitivas son generalmente ricas en vocales, fruto de la necesidad de redundancia y polisílaba; por su parte, lenguas modernas de desarrollo muy tardío, como las lenguas eslavas o germánicas actuales, al carecer de la necesidad de claridad de las anteriores, habrían evolucionado hacia una mayor tendencia al uso de consonantes y a palabras más breves.
Finalmente, en su obra también intentó determinar el origen y evolución de las lenguas europeas modernas, centrándose sobre todo en el griego clásico, idioma que dominaba a la perfección. Argumentaba que el griego es el idioma más perfecto que jamás haya existido, debido a su complejidad estructural y a su tonalidad, lo que permite cubrir todo un espectro de matices que se pierden en el resto de idiomas. Monboddo fue el primero en formular la que se conoce como teoría del origen común de toda la humanidad, esto es, la teoría de que la humanidad procede de una única región de la tierra, y lo hizo empleando argumentos lingüístico-evolutivos (Jones, 1789). Según él, la humanidad habría surgido de un lugar común (los prejuicios de la época lo llevaron a situarlo en el oriente medio o en el antiguo Egipto), y a partir de ahí habrían ido divergiendo en costumbres y necesidades, y con ello en idioma. Esta teoría sitúa a Monboddo como uno de los precursores de la teoría de la evolución.

## Teórico de la evolución
| Esta distinción recorre toda la naturaleza: que en ella hay un progreso perpetuo de un estado a otro, y que nada es al principio lo que llega a ser con el tiempo. Ahora bien, si alguien dice que la mente humana es una excepción a esta ley de la naturaleza, debe probarlo. Pero esto nunca le será posible. —Lord Monboddo |

Monboddo está considerado como uno de los precursores de la teoría de la evolución por parte de un gran número de eruditos ((Cloyd, 1972), (Gray, 1929), (Lovejoy, 1933), (Watt, 1985), (Bailey, 2005), (Encyclopædia Britannica)), sobre todo dentro de los círculos británicos; por el contrario, otros muchos historiadores de la evolución suelen señalar la escasa influencia de Monboddo en este campo, pues, por sus demás extravagancias, Monboddo nunca fue tomado en serio, y además no incidió en la evolución como hecho biológico, sino sobre todo antropológico: sus principales esfuerzos se dedicaban a analizar las relaciones del ser humano con el resto de especies, y en cómo esto podía haber afectado al ser humano tanto fisiológica como culturalmente. Sea como sea, la Encyclopædia Britannica define a Monboddo como:

"Jurista escocés y antropólogo pionero que exploró los orígenes del lenguaje y de la sociedad y que anticipó los principios de la evolución darwiniana."

Arthur O. Lovejoy señala además que Monboddo claramente sugiere el concepto de evolución biológica:

[Moboddo] "desarrolla las ideas [de la evolución] con profundidad; para la mayoría de las personas instruidas de la Gran Bretaña de los años 1780 debía de ser su creador; y, con algún titubeo, expandió la doctrina de Rousseau de un origen común de todos los antropoides, sugiriendo la necesidad de una ley de evolución."

Estudiosos posteriores tales como los de E. L. Cloyd (Cloyd, 1972) y W. Forbes Gray (Gray, 1929) consideran que el análisis de Monboddo es un precursor de la teoría de la evolución. De cualquier forma, Monboddo, junto con Pierre Louis Maupertuis, es conocido por haber tratado de explicar el surgimiento de las especies antes que cualquiera (mediados del siglo XVIII).
Erasmus Darwin, abuelo de Charles Darwin, citó la obra de Monboddo en sus publicaciones (Darwin, 1803), y parece ser que a partir de ellos también delineó de manera superficial los principios de la selección natural, lo que quizá habría hecho que las teorías de Monboddo fueran conocidas por Charles Darwin. Con respecto a si Charles Darwin conocía los escritos de Monboddo no existe evidencia alguna, aunque el hecho de que el abuelo del mismo, Erasmus Darwin, los conociera e hiciera uso de los mismos podría indicar que, dado que Charles reconoció la influencia que los escritos de su abuelo habían tenido en él, al menos de manera indirecta, Charles Darwin pudo verse influenciado por Monboddo al desarrollar la teoría de la evolución. Hay que señalar que, en su prefacio a la sexta edición de El origen de las especies, Charles Darwin afirma que es en la obra de Aristóteles donde se presagia el concepto de selección natural, y afirma que "el primer autor moderno que ha tratado la selección natural desde un punto de vista científico es Buffon". Buffon, curiosamente, se carteaba a menudo con Monboddo, e intercambiaba con él opiniones e ideas respecto al origen común entre hombres y simios; así como Buffon rechazaba dicho origen común, Monboddo no opinaba lo mismo y argumentaba que al menos los simios antropoides debían de estar emparentados con el ser humano. Así, a pesar de que debido a sus ideas religiosas le costaba situar a los simios en el mismo plano que al ser humano, solía referirse a ellos como los hermanos del hombre; sin embargo, no fue tomado muy en serio debido a las extravagantes opiniones que acompañaban a estas teorías, siendo la más llamativa la que le llevó a afirmar que los seres humanos tenían, frente a toda evidencia, rabo.
En 1772, en una carta a James Harris, Monboddo confesó que su teoría de la evolución del lenguaje era parte del modo en que el hombre había evolucionado desde animales inferiores. Además, estableció la teoría de cómo el ser humano habría adquirido el lenguaje de manera adaptativa, para poder lidiar mejor con su medio y sus necesidades sociales. El desarrollo del lenguaje, según él, estaba ligado a una sucesión de eventos: primero, tras la separación entre las especies de simios y el hombre, el desarrollo de las herramientas, seguidamente el surgimiento de las estructuras sociales, y finalmente el lenguaje, negando de esta manera la opinión religiosa de la época, en virtud de la cual el hombre, en el momento de ser creado, fue imbuido por Dios de lenguaje. A pesar de ser profundamente religioso, Monboddo consideraba que el libro del Génesis era una alegoría, y no disputaba el hecho de que el universo hubiera sido creado por Dios. Consideraba que Adán y Eva eran una alegoría, y creía que no existía en ese sentido un padre y una madre de la raza humana, sino que habían ido surgiendo a partir de otras criaturas.

## Metafísica
En su Antient Metaphysics, Monboddo afirma que el hombre se eleva gradualmente desde la condición animal hasta un estado en el que la mente actúa de manera independiente del cuerpo. Era un firme defensor de Aristóteles y su principio motor, y dedicó muchas de las páginas de esta obra a alabar los descubrimientos de Newton en lo que respecta a las leyes del movimiento, al tiempo que defendía el poder de la mente tal y como lo desarrolla Aristóteles. La obra es bastante confusa y complicada, sobre todo porque parece ver que las teorías de Newton niegan las de Aristóteles, y se siente en la continua necesidad de demostrar que Newton no entra en conflicto ni con Aristóteles ni con Dios.

## Excentricidades
| "Aunque mantengo que el orangután es de nuestra especie, no se debe suponer que crea que el mono o simio, con o sin cola, participa de nuestra naturaleza; al contrario, mantengo que, por mucho que su forma se parezca a la nuestra, éste es sin embargo, como Linneo dice del Troglodita, nec nostri generis, nec sanguinis [ni de nuestro género, ni de nuestra sangre]." —James Burnett, Lord Monboddo. |

Burnett era famoso en su época por sus excentricidades, las cuales, unidas a la audacia de algunas de sus teorías, perjudicaron su fama como científico.
Así, a menudo decía que seguía los preceptos de los antiguos griegos para mantener la forma física. De esta manera, un día en que llovía a raudales, al salir del tribunal, se quitó la peluca, la dejó en su silla de manos, y tranquilamente se fue andando a casa bajo la lluvia. Generalmente, en vez de tomar la diligencia o ir en carruaje de Edimburgo a Londres, solía ir montando a caballo. Una vez, tras discutir con otros miembros del tribunal supremo sobre el precio de un caballo, como quiera que estos no le daban la razón, se negó a sentarse con ellos en el tribunal y se sentó junto con los copistas del tribunal. En 1787, estando de visita en el King's Court de Londres, parte del techo de la sala de audiencias comenzó a derrumbarse. La gente salió corriendo, pero Burnett, que, con 71 años, estaba parcialmente sordo y era corto de vista, fue el único en no moverse de donde estaba. Cuando se le preguntó por qué había reaccionado así, afirmó que, al ver a la gente salir corriendo, creyó que se trataba "de alguna ceremonia anual con la que él, como extranjero, no tenía nada que ver."
En su juventud, Burnett creía que el orangután era una forma del ser humano; más allá de eso, aceptaba el relato de un explorador sueco que afirmaba haber encontrado una tribu primitiva que tenía rabo. En aquella época, el término orangután se empleaba de manera genérica para referirse a todo tipo de monos, y el explorador sueco a quien Burnett creyó era un oficial de marina que vio un grupo de monos y los tomó por humanos. Posiblemente, Burnett lo creyó por el prestigio que los oficiales de marina habían obtenido como observadores fidedignos de la naturaleza.
Siguiendo esta línea, llegó a afirmar que todos los seres humanos nacían con rabo, y que eran las comadronas las que lo extirpaban en el momento del nacimiento. En 1773, sin embargo, renegó de esta opinión. No obstante, sus contemporáneos no supieron distinguir entre estas extravagancias -que nunca refirió en su obra publicada- y sus demás teorías.

## Obras de Lord Monboddo
- The Origin and Progress of Man and Language (6 volúmenes, 1773-1792)
- Antient Metaphysics (6 volúmenes, 1779 - 1799)
- Decisions of the Court of Session (1738-1760), obra sobre jurisprudencia
- Numerosa correspondencia: a James Boswell, a Samuel Johnson, a James Harris, a John Pringle.